# Bibi Besch
Bibi Besch, född Bibiana Maria Kochert 1 februari 1942 i Wien, död 7 september 1996 i Los Angeles, var en österrikisk-amerikansk skådespelerska. 
Besch är mest känd för sin roll som Dr. Carol Marcus i science fiction-filmen Star Trek II – Khans vrede.

## Filmografi, urval
- 1979 – Meteor
- 1982 – The Beast Within
- 1982 – Star Trek II – Khans vrede
- 1983 – Dagen efter
- 1987 – Who's That Girl
- 1989 – Blommor av stål
- 1990 – Hotet från underjorden
- 1990 – Betsys bröllop